# Boechera rigidissima
Boechera rigidissima är en korsblommig växtart som först beskrevs av Reed Clark Rollins, och fick sitt nu gällande namn av Al-shehbaz. Boechera rigidissima ingår i släktet indiantravar, och familjen korsblommiga växter. Inga underarter finns listade i Catalogue of Life.